# Zuzwil SG
| SG ist das Kürzel für den Kanton St. Gallen in der Schweiz. Es wird verwendet, um Verwechslungen mit anderen Einträgen des Namens Zuzwil zu vermeiden. |

Zuzwil ist eine politische Gemeinde und eine Ortschaft im Wahlkreis Wil des Kantons St. Gallen in der Schweiz.

## Geographie
Die im Fürstenland zwischen Wil SG und Uzwil, an der Grenze zum Kanton Thurgau liegende Gemeinde umfasst die Pfarrdörfer Zuzwil und Züberwangen, das Dorf Weieren sowie die Weiler Langensteig, Hüseren, Lindenhof, Grüenegg und Mettlen.
Zuzwil liegt nördlich der Thur an der Hauptstrasse 7 zwischen Wil und Gossau.

## Geschichte

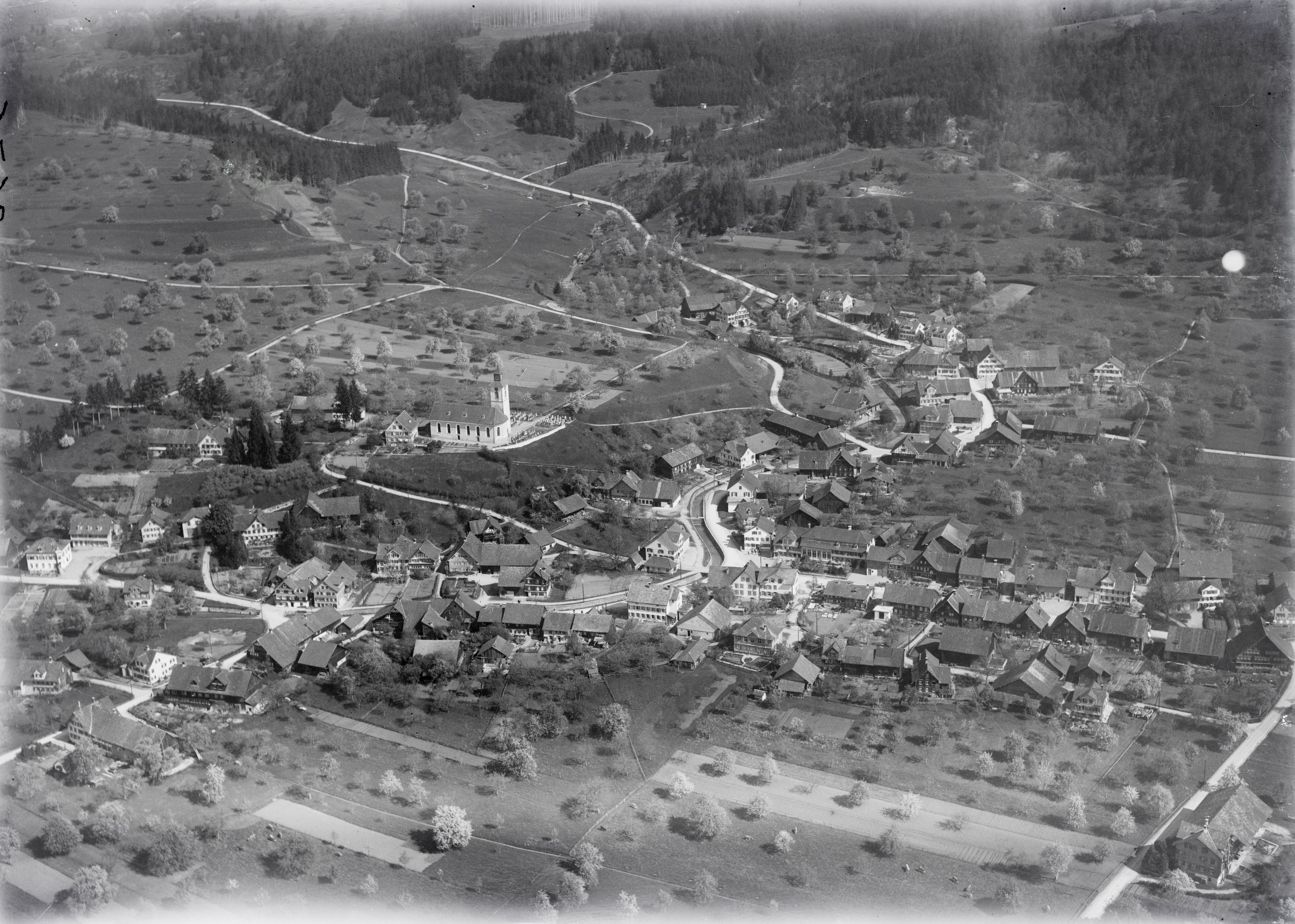
Luftbild von Walter Mittelholzer aus dem Jahr 1920

Zuzwil (761 Zozinvilare) wurde zusammen mit den alemannischen Siedlungen Züberwangen und Weieren zwischen 754 und 981 in 13 Schenkungsurkunden des Klosters St. Gallen erwähnt. Noch vor der Jahrtausendwende entstand daraus das äbtische Gericht Zuzwil (947 bezeugt). Die mittelalterliche Burg Leuberg nordöstlich von Zuzwil wurde mit dem Dorf in den Appenzellerkriegen 1403 und im Alten Zürichkrieg 1445 zerstört. Vor 1301 verpfändete der Abt von St. Gallen die Vogtei Zuzwil an die Herren von Griesenberg. Später gelangte sie über die Toggenburger an die Herren von Hewen, von Löwenberg, von Breitenlandenberg und schliesslich an Andreas Kornfail (1488 Offnung), der sie 1495 dem Kloster St. Gallen verkaufte (1495 äbtische Offnung). Dieses ordnete sie als Gericht Zuzwil dem Wileramt in der Alten Landschaft zu.

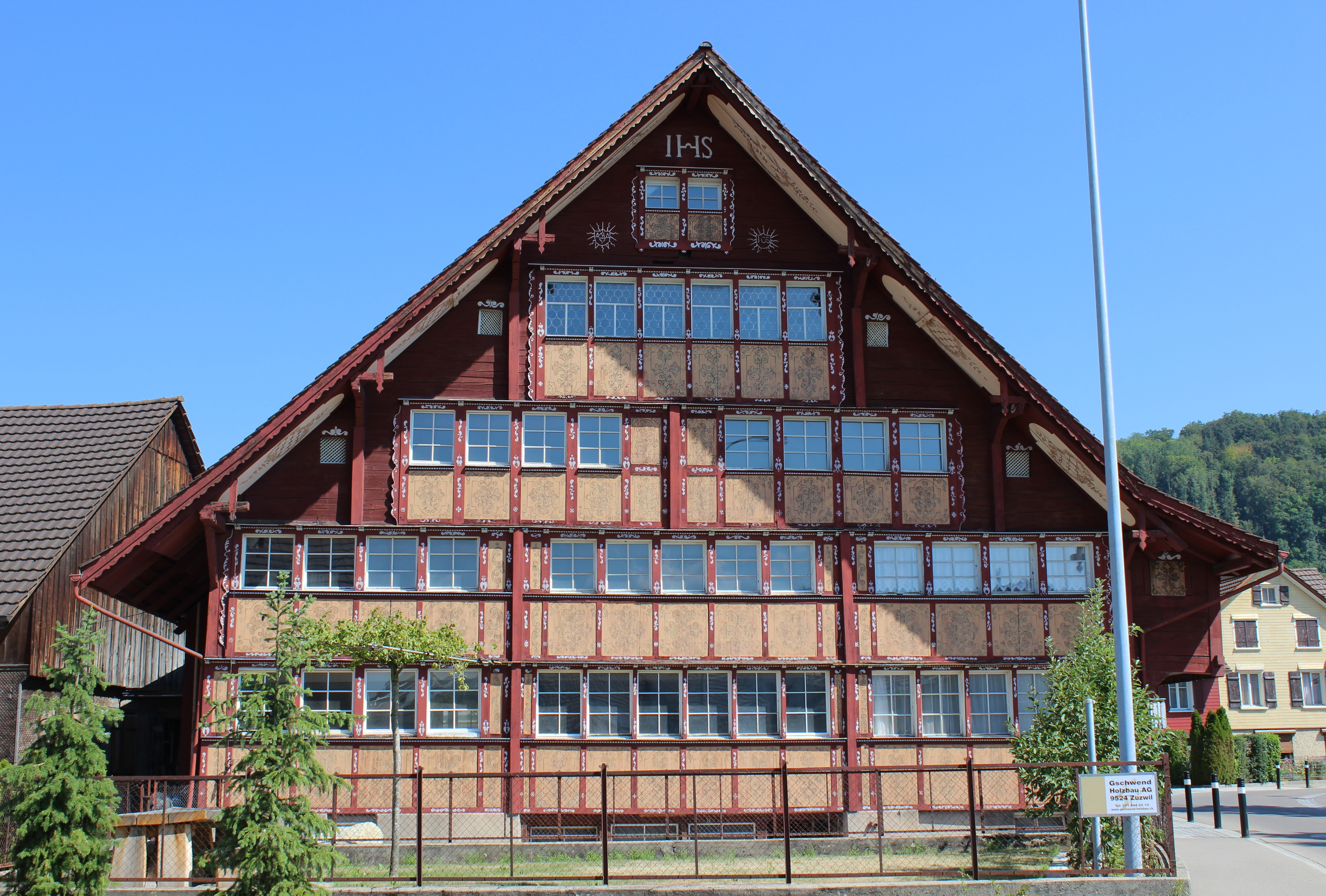
Rotes Haus

1529 bis 1531 schloss sich die Mehrheit der nach Wil pfarrgenössigen Bevölkerung vorübergehend der Reformation an. 1677 wurde die Pfarrei Zuzwil mit dem Patrozinium St. Josef errichtet. Das im ersten Viertel des 17. Jahrhunderts erbaute Rote Haus (Nordteil), das 1732 erweitert wurde (Südseite), war das Zehntenhaus des äbtischen Verwalters. 1793 bis 1798 nahm Zuzwil an der revolutionären Bewegung des Fürstenlands gegen die fürstäbtische Herrschaft teil. 1803 wurde es eine politische Gemeinde des Kantons St. Gallen, 1837 folgte die Zusammenlegung der Ortsgemeinden.
Der Ackerbau wurde ab dem 19. Jahrhundert zunehmend durch Vieh- und Milchwirtschaft sowie bis in die Mitte des 20. Jahrhunderts vom Obstbau verdrängt. Der ab dem Frühmittelalter gepflegte Rebbau verschwand nach 1900. Die dörfliche Entwicklung wurde in der zweiten Hälfte des 19. Jahrhunderts durch die aufkommende, vor allem in Heimarbeit betriebene Stickerei gefördert, bis diese nach der Jahrhundertwende stagnierte.
Zuzwil hat sich seit 1960 zu einem Wohnort mit entsprechender Infrastruktur entwickelt. Die Bevölkerungszahl in der steuergünstigen Gemeinde hat sich in dieser Zeit fast vervierfacht.

## Bevölkerung

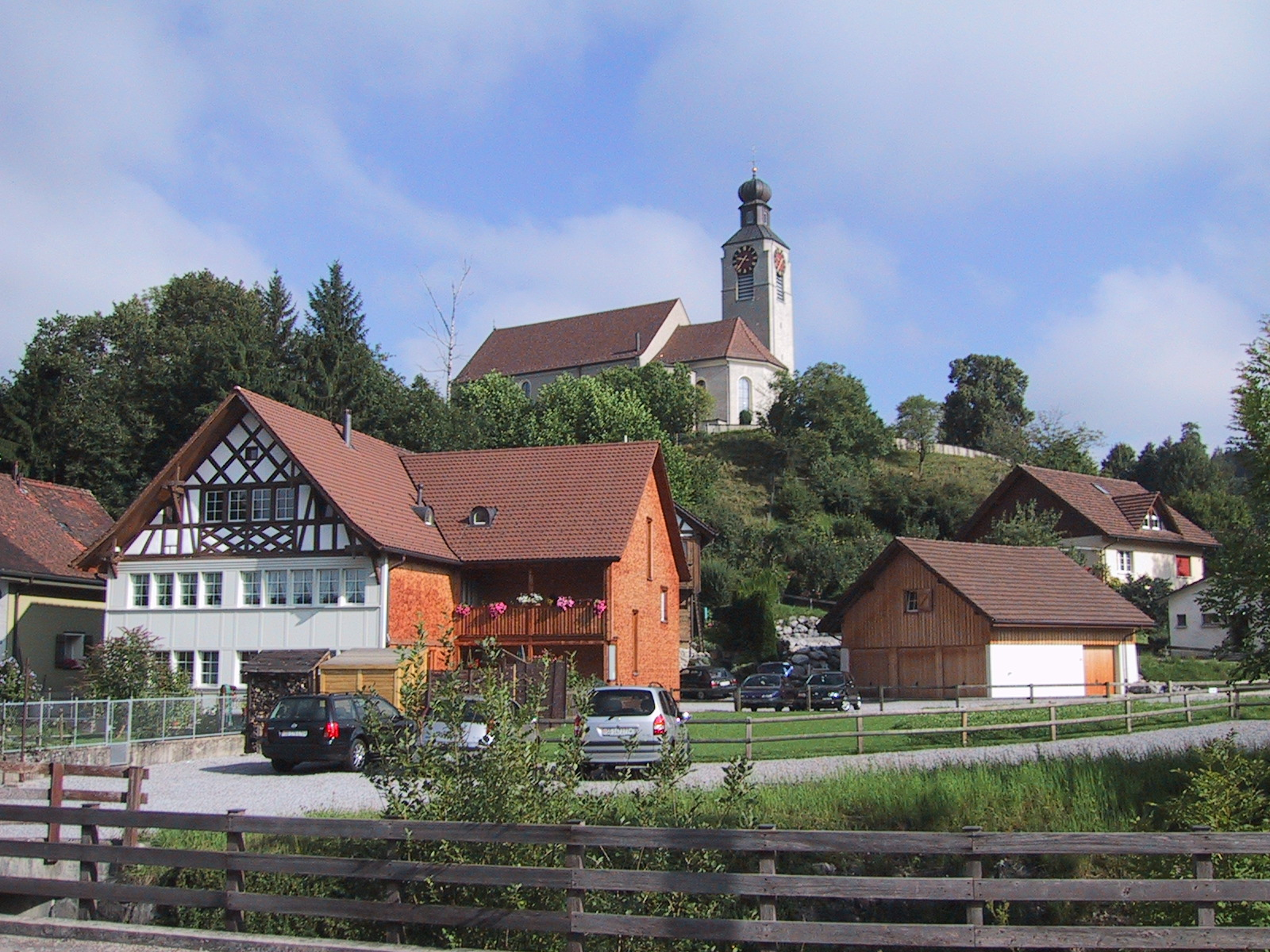
Dorfzentrum vom Zuzwil

| Jahr      | 1837  | 1850  | 1900  | 1950  | 1970  | 1980 | 1985 | 1990 | 1995 | 2000  | 2005 | 2010  | 2011  | 2012  | 2013  | 2014  | 2015  | 2016  | 2017  | 2018  | 2019  | 2020   | 2021   | 2022   |
| Einwohner | 1059  | 1127  | 1075  | 1110  | 1485  | 2076 | 2483 | 3005 | 3417 | 3798  | 4264 | 4586  | 4628  | 4693  | 4711  | 4729  | 4790  | 4773  | 4745  | 4750  | 4766  | 4760   | 4819   | 4978   |
| Quelle    | [ 5 ] | [ 5 ] | [ 5 ] | [ 5 ] | [ 5 ] |      |      |      |      | [ 5 ] |      | [ 6 ] | [ 7 ] | [ 7 ] | [ 7 ] | [ 8 ] | [ 8 ] | [ 8 ] | [ 9 ] | [ 9 ] | [ 9 ] | [ 10 ] | [ 10 ] | [ 11 ] |

## Ortschaften
Bis zur Gründung des Kantons St. Gallen im Jahre 1803 waren Züberwangen und Weieren eigenständige Gemeinden.

### Züberwangen
Züberwangen wurde erstmals in der Henauer Urkunde erwähnt. Die Ortschaft hatte am 31. Dezember 2008 1373 Einwohner.

### Weieren

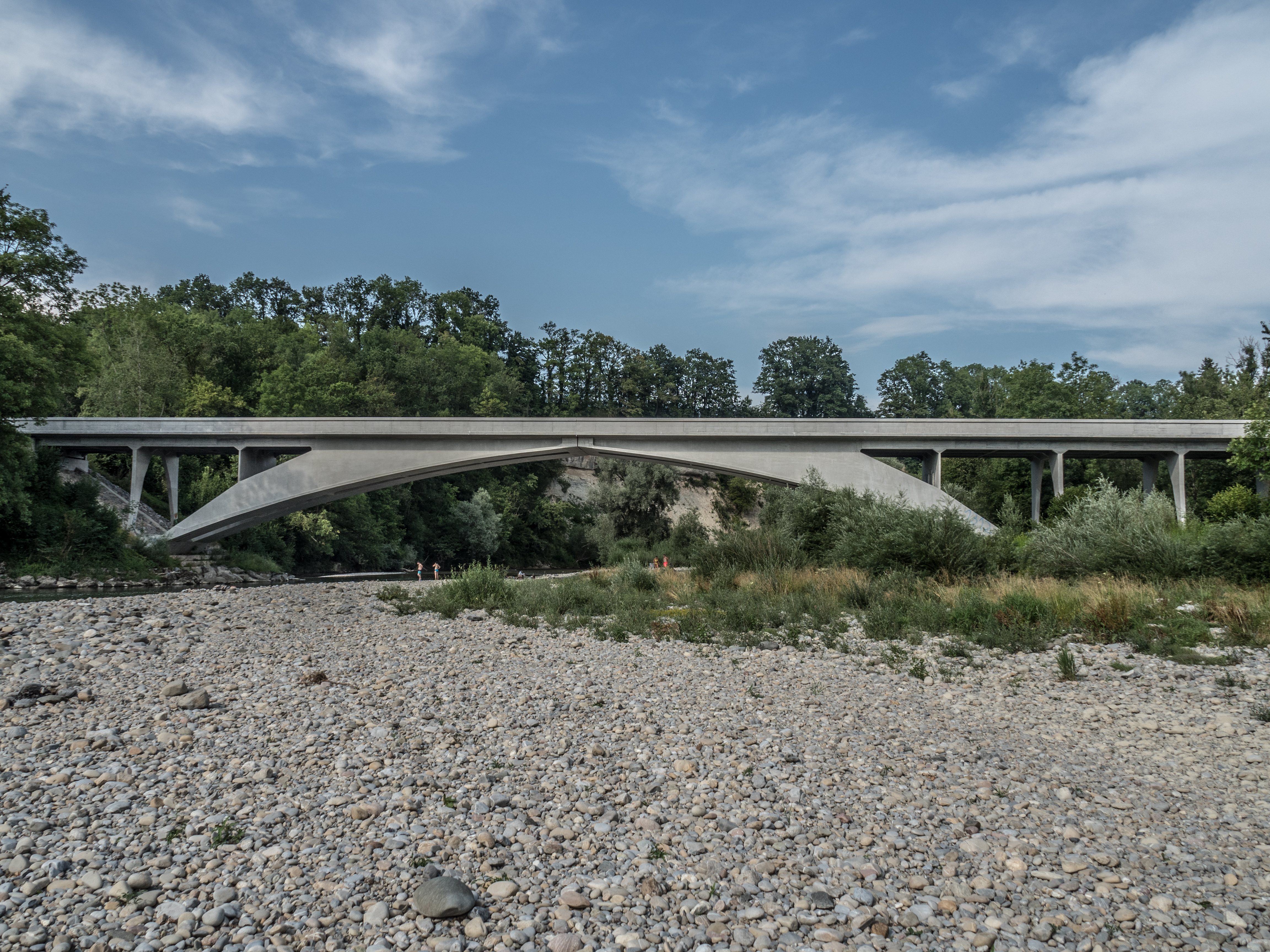
Die Thurbrücke verbindet Zuzwil mit Henau.

Weieren ist ein Dorf in der Ortschaft Züberwangen. Die älteste bekannte Urkunde aus Weieren stammt von einer Schenkung aus dem Jahre 762.

## Bildung und Infrastruktur
Zuzwil und Züberwangen führen Kindergärten und je eine Primarschule. Im zentralen Schulhaus Sproochbrugg werden gemeinsam mit der Nachbargemeinde Niederhelfenschwil die Oberstufenschüler unterrichtet.
Im öffentlichen Verkehr ist Zuzwil mit einem viermal stündlich verkehrenden Postauto mit Wil verbunden. Diese Kurse verkehren weiter nach Uzwil,
Oberbüren–Niederbüren
und Niederhelfenschwil.
Eine weitere Postautolinie verkehrt von Zuzwil über Oberbüren nach Gossau.

## Sehenswürdigkeiten

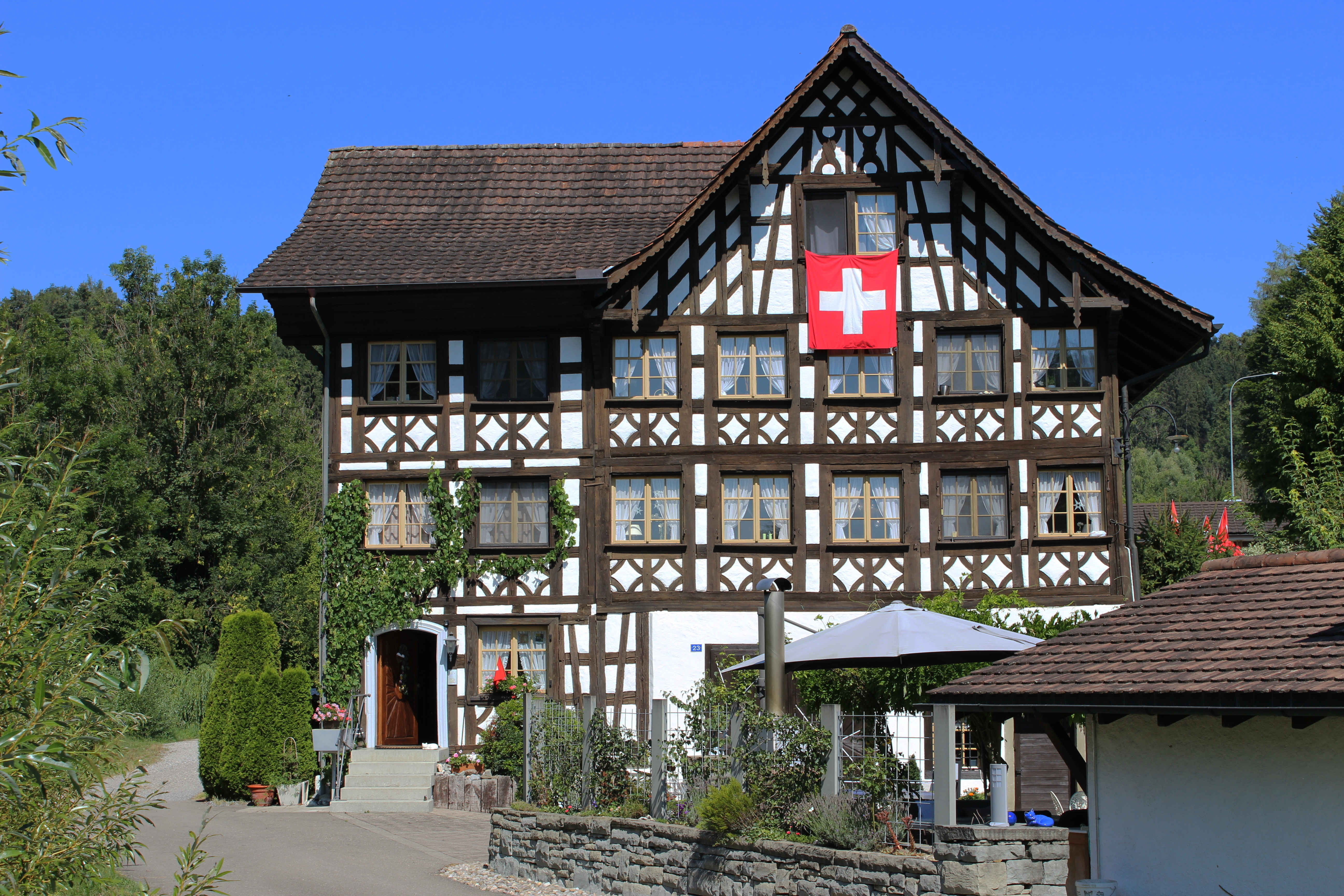
Ehemalige Bäckerei Zünd aus dem 17. Jahrhundert

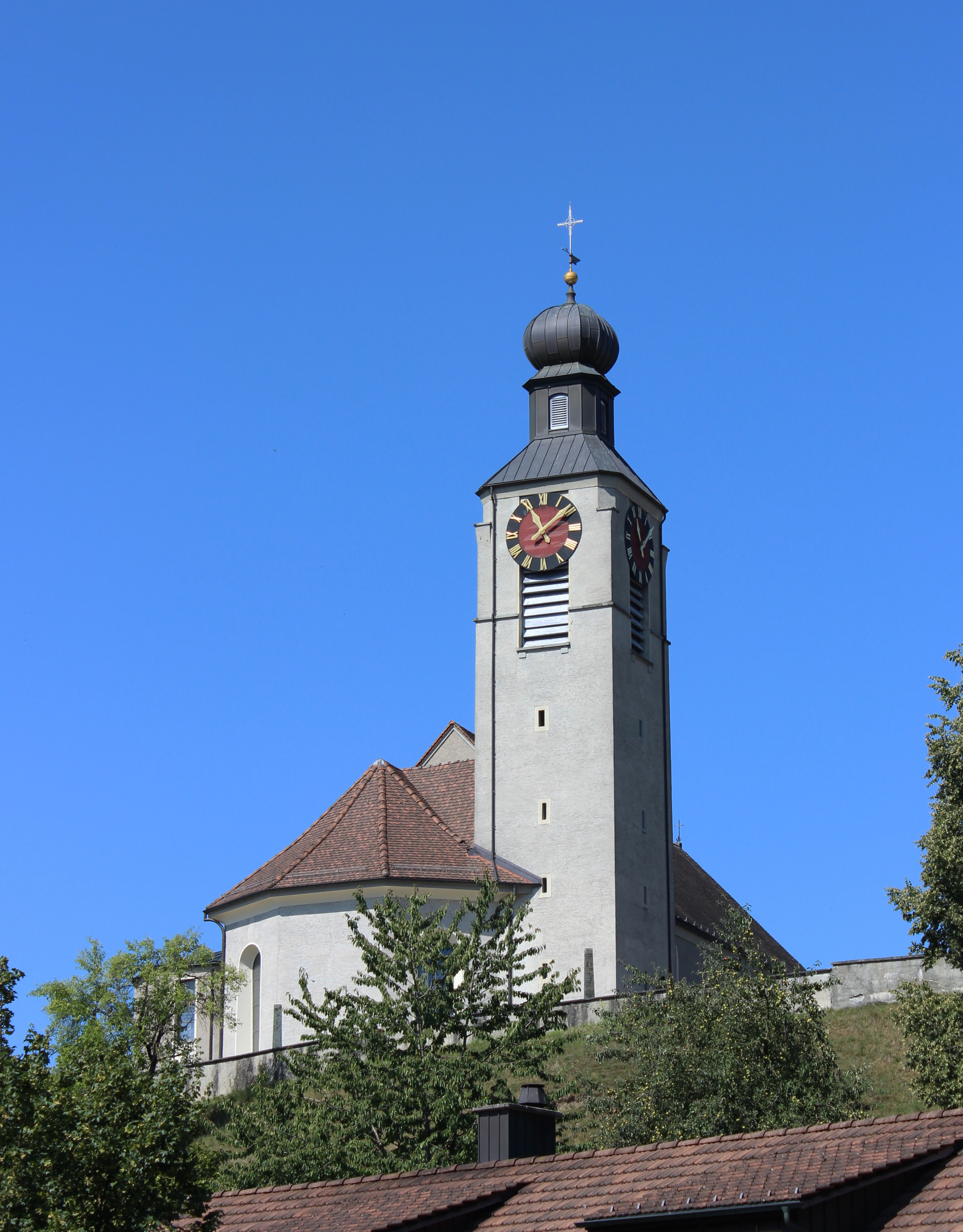
Pfarrkirche

Die 1661 im Barockstil eingeweihte St.-Josefs-Kirche ist von der 1933 erfolgten Erneuerung des Kirchenschiffes geprägt, wobei der Chor und der Turmunterbau belassen wurden. Seither beinhaltet die Pfarrkirche eine Symbiose von Barock, Klassizismus und historisierenden Elementen bis zum Neubarock.

## Ehemalige Torfbahn
| Material | Wert           |
| --- | -------------- |
| 3.205 m lose Schienen mit Laschen und Laschenbolzen von 42.050 kg a 0,65 SFR                                               | 27.332,50 SFR  |
| 9.000 Schienennägel von 1.085 kg a 1,50 SFR                                                                                | 1.552,50 SFR   |
| Verpackung (schweizerisch Emballage), Fracht, Transport und Regiestunden für Gleisverlegung etc.                           | 4.719,05 SFR   |
| 638 Stück Holzschwellen a 120,00 SFR und 670 Stück = 22,19 m³ a 77,00 SFR oder 78.00 SFR per m³ inkl. Fracht und Transport | 2.803,90 SFR   |
| Zwischensumme Transportgleise                                                                                              | 36.407.95 SFR  |
| 1944,4 m Decauvillegeleise 600 mm Spurweite inkl. Laschen und Laschenbolzen, 33.557 kg a 0,95 SFR oder 0,85 SFR per kg     | 30.601,15 SFR  |
| 503,9 m Decauvillegeleise 600 mm Spur komplett a 24,00 SFR per Laufmeter                                                   | 12.093,00 SFR  |
| Fracht & Regiestunden für Transport & Verlegung                                                                            | 1,368.90 SFR   |
| Zwischensumme für 2.448,3 m Auslegegeleise                                                                                 | 44.063,05 SFR  |
| 8 Weichen 5 m lang 600 mm Spur a 1.60 SFR per kg resp. a 335,00 SFR per Stück inkl. Fracht etc.                            | 2.458,40 SFR   |
| 19 Drehscheiben 600 mm Spur komplett a 255,00 SFR oder 280,00 SFR per Stück inkl. Fracht etc.                              | 5.346,15 SFR   |
| Zwischensumme für Weichen und Drehscheiben                                                                                 | 7.804,55 SFR   |
| 29 Torfetagenwagen 600 mm Spur a 247,00 SFR oder 280,00 SFR per Stück inkl. Fracht                                         | 8.348,30 SFR   |
| 15 Kipploren 600 mm Spur a 250,00 SFR, 320,00 SFR oder 350,00 SFR inkl. Umänderungen etc.                                  | 5.050,00 SFR   |
| Zwischensumme für Rollmaterial                                                                                             | 13.398,30 SFR  |
| Total für Gleis- und Rollmaterial                                                                                          | 101.673,85 SFR |

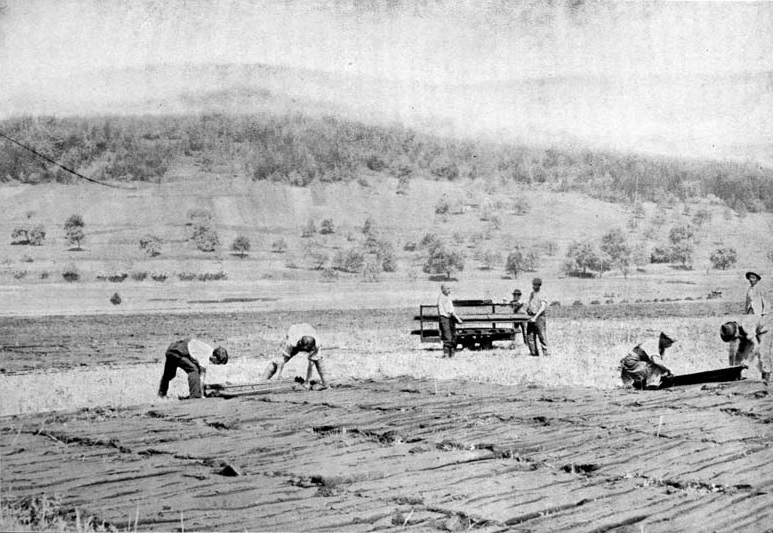
Abladen der Sodenbretter und Auslegen des Torfes im Torffeld

Im Torffeld Zuzwil wurde eine handbetriebene Decauvillebahn eingesetzt. Diese war für den Abtransport des Torfes sehr geeignet, weil das Torffeld ein ziemlich gleichmäßiges Gefälle von ca. 1 % zur Verladerampe hin aufwies, so dass die Loren von selbst bis zur Verladebühne rollten. Der Torfbetrieb wurde vom Unternehmer August Josef, einem Torffachmann, geleitet. Den Abtransport des Torfes mit einem LKW oder Fuhrwerk zur Bahn und an andere Abgabestellen leitete Unternehmer Joh. Josef. Die 6,5 km lange Transportstrecke wies längere Steigungen von 4 und 8 % auf. An der Bahnstation Wil wurde der Torf vom Motorlastwagen oder Fuhrwerk direkt in die Bahnwagen geschaufelt. Eine besondere Verladevorrichtung gab es dort nicht. Die gute Überwachung und rationelle Durchführung der ganzen Torfausbeutung, die Verwendung billiger Arbeitskräfte und die Leitung des Betriebes durch die Unternehmer selbst sind, neben anderen günstigen Bedingungen, die Hauptursache davon, dass der Gestehungspreis des Torfes auf Torffeld Zuzwil niedriger als auf den anderen Torffeldern der Schweizerischen Torfgenossenschaft ausfiel.

## Persönlichkeiten
- Roman Wick (* 1985 in Zuzwil), Eishockey-Nationalspieler
- Kevin Fiala (* 1998), Eishockey-Nationalspieler ist in Zuzwil aufgewachsen